# Сатпаєв (Аксуатський район)
Сатпа́єв (каз. Сәтбаев) — село у складі Аксуатського району Абайської області Казахстану. Адміністративний центр Сатпаєвського сільського округу.
Населення — 530 осіб (2021; 632 у 2009, 952 у 1999, 1494 у 1989).
Національний склад станом на 1989 рік:
- казахи — 100 %

Станом на 1989 рік село називалось Сатпаєво.